# Révleányvár
Révleányvár ist eine ungarische Gemeinde im Kreis Cigánd im Komitat Borsod-Abaúj-Zemplén.

## Geografische Lage
Révleányvár liegt in Nordungarn, 96 Kilometer nordöstlich des Komitatssitzes Miskolc und 13 Kilometer nordöstlich der Kreisstadt Cigánd am rechten Ufer des Flusses Theiß. Nachbargemeinden sind Ricse, Zemplénagárd, Dámóc und Lácacséke im Umkreis von fünf Kilometern.

## Geschichte
Im Jahr 1913 gab es in der damaligen Kleingemeinde 128 Häuser und 769 Einwohner auf einer Fläche von 3014  Katastraljochen. Sie gehörte zu dieser Zeit zum Bezirk Bodrogköz im Komitat Zemplén.

## Sehenswürdigkeiten
- Reformierte Kirche, erbaut 1894
- Römisch-katholische Kapelle Urunk Mennybemenetele
- 1956er-Denkmal
- Weltkriegsdenkmal

Südlich des Ortes in den Theißauen und Überschwemmungsgebieten des Flusses gibt es ein Vogelschutzgebiet. Dort finden sich Eisvogel, Schwarzstorch, Wachtelkönig, Blutspecht, Schwarzspecht, Neuntöter, Schwarzmilan, Tüpfelsumpfhuhn, Rohrdommel, Sperbergrasmücke, Moorente, Weißbart-Seeschwalbe und Uferschwalbe.

## Verkehr
In Révleányvár treffen die Landstraßen Nr. 3804 und Nr. 3809 aufeinander. Es bestehen Busverbindungen nach Ricse und Dámóc. Der nächstgelegene Bahnhof befindet sich in nordöstlich in Tuzsér.